# Frank Timiș
Vasile Frank Timiș, né le 28 janvier 1963 à Borșa (Maramureș), en Roumanie, est un homme d'affaires roumano-australien investissant dans les projets miniers et pétroliers.

## Biographie
Frank Timiș est propriétaire de la mine de manganèse de Tambao au Burkina Faso ,. Le gouvernement burkinabé suspend sa licence pour n'avoir pas construit une route bitumée reliant Dori. Cette suspension est confirmée le 11 mai 2018 par la Chambre de commerce internationale de Paris,.
En juin 2019, un scandale éclate au Sénégal quand un reportage de la BBC affirme que Frank Timiș a versé des fonds à Aliou Sall, frère du président Macky Sall, pour que British Petroleum lui rachète un bloc pétrolier.

### Panama Papers
Il est cité dans l'affaire des Panama Papers en avril 2016.